# Baishitugeman Xiang
Baishitugeman Xiang (kinesiska: 拜什吐格曼乡, 拜什吐格曼) är en socken i Kina. Den ligger i den autonoma regionen Xinjiang, i den nordvästra delen av landet, omkring 670 kilometer sydväst om regionhuvudstaden Ürümqi. Antalet invånare är 23 798. Befolkningen består av 11 716 kvinnor och 12 082 män. Barn under 15 år utgör 27,0 %, vuxna 15-64 år 67 %, och äldre över 65 år 5,0 %.
Genomsnittlig årsnederbörd är 144 millimeter. Den regnigaste månaden är juli, med i genomsnitt 33 mm nederbörd, och den torraste är april, med 3 mm nederbörd.